# Sendeanlage Breslau-Krietern
Die Sendeanlage Breslau-Krietern war eine 1925 im Breslauer Ortsteil Krietern in Betrieb genommene Rundfunksendeanlage für Mittelwelle. Betrieben wurde sie von der Hörfunkgesellschaft Schlesische Funkstunde.
Die Anlage verwendete eine T-Antenne mit reusenartiger Niederführung, welche an zwei freistehenden 100 Meter hohen Stahlfachwerktürmen aufgehängt war. Neben den Türmen wurde ein großes Sendegebäude errichtet. Die eigentliche Sendeanlage stammte von Telefunken und hatte eine Leistung von 1,5 kW. Sie wurde am 1. Dezember 1925 in Betrieb genommen. 1932 wurde die Anlage, nachdem ein neuer Sender in Rothsürben gebaut wurde, stillgelegt.